# Sciophila yokoyamai
Sciophila yokoyamai är en tvåvingeart som beskrevs av Mitsuhiro Sasakawa och Arika Kimura 1976. Sciophila yokoyamai ingår i släktet Sciophila och familjen svampmyggor. Inga underarter finns listade i Catalogue of Life.